# Túbul-T

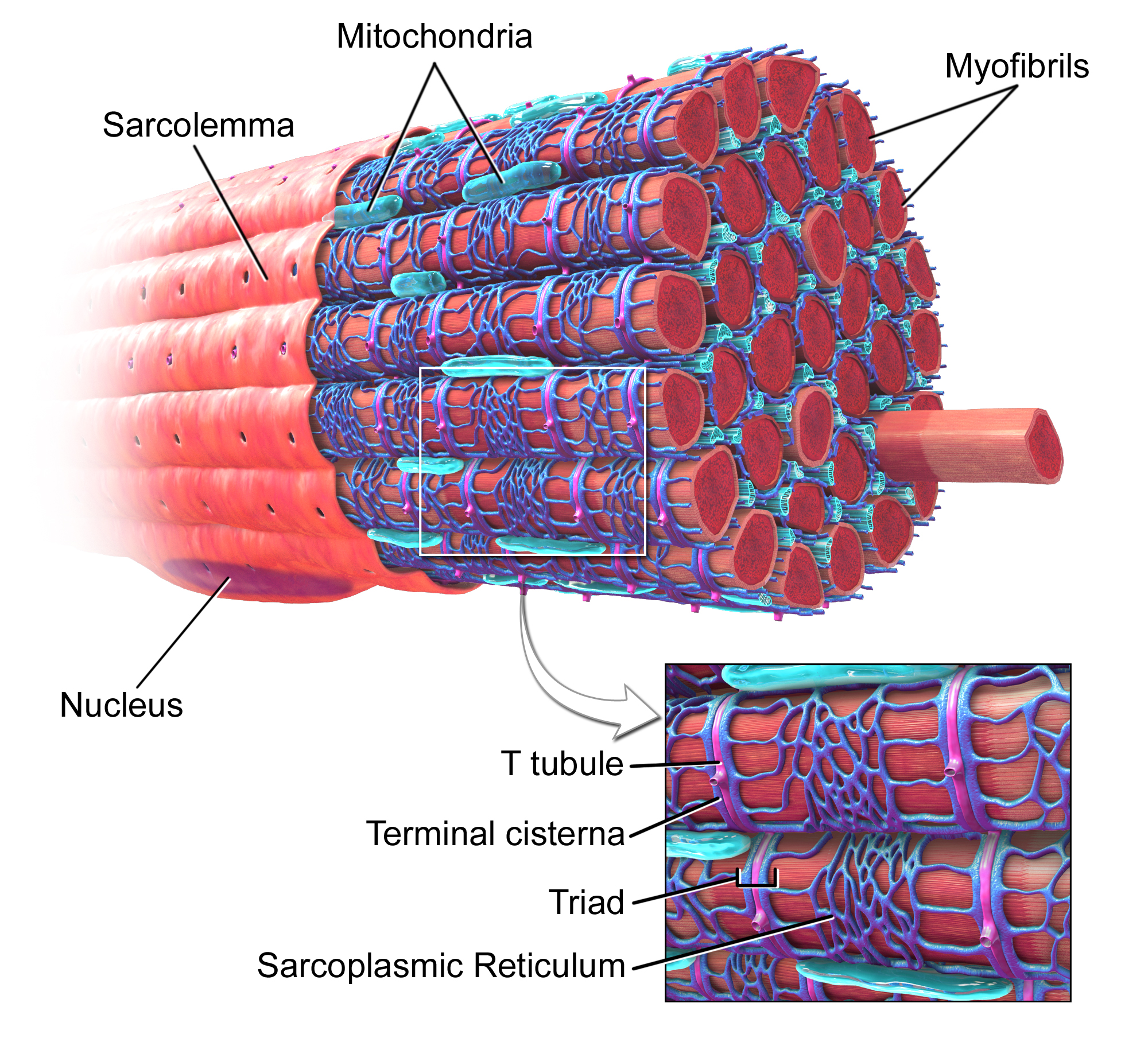
Múscul esquelètic amb túbuls T

Els túbuls T o túbuls transversals són estructures presents en les cèl·lules del múscul esquelètic i cardíac. La seva morfologia és la d'invaginacions en forma de sac amb un diàmetre menor de 0,1 μm i situats recorrent el perímetre dels discs Z del sarcòmer. Es tracta d'invaginacions membranoses que presenten anastomosi que connecten el sarcolema de la fibra muscular, donant la llum del túbul a l'exterior de la fibra. La seva existència va ser postulada per A.V. Hill. En el microscopi electrònic, els túbuls T es presenten com un sistema anastomosat en continuïtat amb túbuls similars de les cèl·lules veïnes del mateix sarcòmer.